# Bon Appétit
"Bon Appétit" é uma canção da artista musical estadunidense Katy Perry, gravada para o seu quinto álbum de estúdio Witness (2017). Conta com a participação do grupo de hip hop Migos, e foi composta por Perry e o trio em conjunto com Ferras Alqasi, Max Martin, Shellback e Oscar Holter, sendo produzida pelos três últimos. O seu lançamento como o segundo single do disco ocorreu em 28 de abril de 2017, através da Capitol Records.

## Composição
Com duração de três minutos e quarenta e sete segundos (3:47), "Bon Appétit" é uma canção dance-pop e trap-pop com influências disco, produzida por Max Martin, Shellback e Oscar Holter. Hugh McIntyre, da Forbes, afirmou que a faixa apresenta uma atmosfera dos anos 90, embalada por uma batida que cresce gradualmente. Em entrevista no tapete vermelho do Grammy Awards de 2017, Perry descreveu a faixa como "bastante sexual". Mais tarde, durante sua participação no The Tonight Show Starring Jimmy Fallon, a cantora afirmou que "Bon Appétit" representa "liberação sexual".

## Recepção

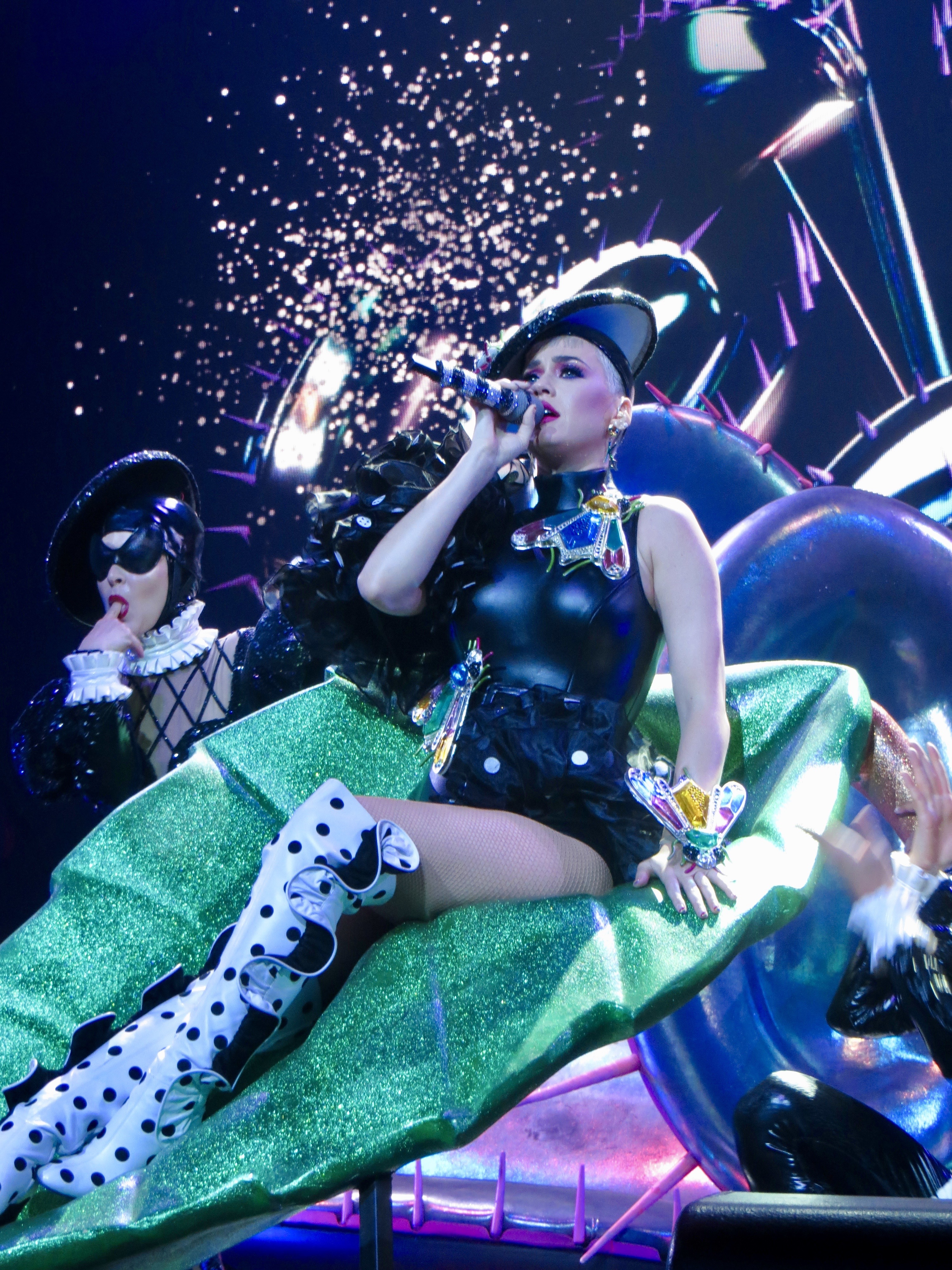
Katy Perry at Witness Tour in Glasgow

### Crítica profissional
Nolan Feeney, da Entertainment Weekly, escreveu que Perry "está de volta às batidas festivas, estúpidas e divertidas sem nem ao menos tentar ser sutil ao amontoar o máximo de metáforas sexuais possível em três minutos e meio. Em outras palavras, o tipo de canções nos quais ela se sai melhor". Feeney ainda acrescentou: "O ponto fraco de 'Bon Appétit' é o clímax. Quando o refrão surge depois do primeiro verso, parece estar faltando algo. Demora mais de dois minutos para a canção chegar onde deveria chegar. No entanto, quando a música finalmente acontece, vale a pena dar uma segunda chance". Jamie Milton, da NME, afirmou que "Bon Appétit" é uma "receita para o sucesso", "extremamente confiante e viciante", e elogiou a participação do trio Migos, "que torna qualquer faixa ainda melhor". Hugh McIntyre, da Forbes, descreveu-a como "música pop de qualidade", com potencial para ser um sucesso. Para Chris Willman, da Variety, a faixa apresenta uma linha tênue entre a audácia hilariante e o risível, com uma letra que faz de Perry a "primeira artista na memória recente a invocar a semiótica do diabetes a serviço de uma sedução". Willman disse ainda que "com uma formidável equipe envolvida [na produção], você pode se perguntar por que aqui não há um gancho musical tão forte, algo pelos quais eles são famosos. Mas provavelmente estão guardando algo melhor para faixas que não precisem ceder espaço para raps, ou que são projetadas para ter uma vida útil superior a um produto erótico comestível".
Em uma crítica negativa, Jayme Deerwester, do jornal USA Today, afirmou que a produção da faixa "não apresenta substância e é insatisfatória". Anna Gacca, da Spin, disse que a canção tem poucos atrativos e apresenta "referências muito pouco codificadas à vagina de Katy Perry, o que é desconfortável". Isha Aran, da Fusion, criticou fortemente a letra e a produção de "Bon Appétit", mas considerou o single melhor do que o seu anterior, afirmando que embora "não possa dizer que a canção seja ótima (...), ela é quase um alívio — muito menos estranha do que a 'Katy consciente'", em referência ao conteúdo político de "Chained to the Rhythm", e acrescentou: "Essa é a Katy que conhecemos e adoramos, a rainha do pop que se junta com grandes nomes do rap, que literalmente construiu sua carreira servindo-se para o consumo".

### Controvérsias
Perry foi criticada pela escolha do trio de hip hop Migos para participar de "Bon Appétit". Em fevereiro de 2017, Quavo, um dos integrantes do grupo, fez afirmações consideradas homofóbicas em uma entrevista concedida à revista Rolling Stone. Por conta disso, ela, que em março de 2017 recebeu uma homenagem do The Human Rights Campaign — maior grupo ativista LGBT dos Estados Unidos —, foi questionada a respeito da escolha do trio para participar de uma canção de sua autoria. Uma possível versão solo da composição foi cogitada para diminuir a controvérsia.

## Vídeo musical
O vídeo musical de "Bon Appétit", dirigido por Dent De Cuir, foi lançado em 12 de maio de 2017, e retrata Perry sendo manuseada por chefs de cozinha para ser literalmente servida como refeição. Além do trio Migos, o chef coreano Roy Choi também faz uma participação especial na gravação.
Nolan Feeney, da Entertainment Weekly, afirmou que o vídeo é "cativante" e "tão assustador quanto maluco". Em uma resenha negativa, Brian Josephs, da Spin, escreveu que o vídeo é "muito estranho" e "desconfortável de se assistir".
"Bon Appétit" obteve 16,8 milhões de visualizações durante as suas primeiras 24 horas no YouTube, tornando-se o vídeo de Perry mais assistido no período, superando a marca anteriormente obtida por "Roar".

## Faixas e formatos
| Download digital |                           |         |  |
| N.º              | Título                    | Duração |  |
| 1.               | "Bon Appétit" (com Migos) | 3:47    |  |

## Desempenho nas tabelas musicais
| Tabela musical (2017)                                  | Melhor posição |
| ------------------------------------------------------ | -------------- |
| Alemanha (Media Control Charts)                        | 47             |
| Austrália (ARIA Charts)                                | 35             |
| Áustria (Ö3 Austria Top 40)                            | 64             |
| Bélgica (Ultratip de Flandres)                         | 7              |
| Bélgica (Ultratop 40 da Valônia)                       | 22             |
| Canadá (Canadian Hot 100)                              | 14             |
| Escócia (The Official Charts Company)                  | 21             |
| Eslováquia (IFPI Slovenská Republika)                  | 30             |
| Espanha (Productores de Música de España)              | 10             |
| Estados Unidos (Billboard Hot 100)                     | 59             |
| Estados Unidos (Pop Songs)                             | 38             |
| Finlândia (IFPI Finlândia)                             | 18             |
| França (Syndicat National de l'Édition Phonographique) | 9              |
| Irlanda (Irish Recorded Music Association)             | 42             |
| Itália (Federazione Industria Musicale Italiana)       | 48             |
| Japão (Japan Hot 100)                                  | 55             |
| México (Mexico Inglés Airplay)                         | 19             |
| Nova Zelândia (NZ Top 10 Heatseekers Singles)          | 2              |
| Países Baixos (MegaCharts)                             | 41             |
| Portugal (Associação Fonográfica Portuguesa)           | 57             |
| Reino Unido (UK Singles Chart)                         | 37             |
| Chéquia (IFPI Česká Republika)                         | 38             |
| Suécia (Sverigetopplistan)                             | 54             |
| Suíça (Schweizer Hitparade)                            | 59             |

| País (Empresa)                                             | Certificação |
| ---------------------------------------------------------- | ------------ |
| Brasil (Pro-Música Brasil)                                 | Diamante     |
| França (SNEP)                                              | Ouro         |
| Itália (FIMI)                                              | Ouro         |
| Estados Unidos (Recording Industry Association of America) | Ouro         |